# Paulo Sérgio (football, 1968)
Pour les articles homonymes, voir Paulo Bento, Bento (homonymie), Paulo Sérgio et Brito.
Paulo Sérgio Bento Brito, plus communément appelé Paulo Sérgio, est un footballeur portugais, reconverti entraîneur, né le 19 février 1968 à Estremoz au Portugal. Il est l’actuel entraîneur d’ Al-Okhdood en Arabie Saoudite.

## Biographie
Paulo Sergio, natif de la Région de l'Alentejo, il débute dans les catégories jeunes de football auprès des clubs de l'AF Lisbonne, où il exerce déjà comme attaquant. 
Il compte 7 saisons en première division (Os Belenenses, FC Paços de Ferreira, SC Salgueiros, et Vitória Setúbal). Il y participe à 86 rencontres et marque 18 buts, soit une moyenne de 0,21 but par match joué. Sa période la plus stable à ce niveau est lorsqu'il a porté le maillot du 3e club de Lisbonne: Os Belenenses. 
Tout au long de sa carrière il est essentiellement un joueur de banc lorsqu'il évolue dans le principal échelon national. Il réalise la majorité de sa carrière dans les division inférieures. En 1998-99, il fait un court séjour d'une saison en France au Grenoble Foot, en CFA. Il totalise 17 saisons professionnelles.
Paulo Sergio a ensuite commencé sa carrière en tant qu'entraîneur en 2003 tout d'abord au Portugal, entre autres, il devient l'entraîneur du club portugais du Sporting Lisbonne. Puis en Écosse, où il remporte la coupe avec le club d'Heart of Midlothian. Par la suite il rejoint la Roumanieet le CFR Cluj. Instable, il part pour Chypre, pour y prendre le poste d'entraîneur à l'APOEL Nicosie, où il ne finit pas la saison. En mai 2014, il est de retour dans sa terre natale dans le club des étudiants de Coimbra.

### Joueur

#### SC Olhanense
Il arrive au club en mars 2002, ainsi que d'autres renforts. Il devient l'un des atouts précieux qui a su éviter la relégation. La saison suivante il est encore un joueur sur lequel Olhanense peut compter.

### Entraîneur

#### SC Olhanense
- Du 1er juillet 2003 au 17 mai 2006

Après sa retraite en 2003, il est alors âgé de 35 ans et devient l'entraineur (à la demande des dirigeants) de l'équipe où il a fini sa carrière de joueur, pendant trois saisons. À l'époque le club joue en 2ª Divisão B, soit le troisième niveau portugais. Dès sa première année il fait monter le club en 2ª Divisão de Honra. Après une première année de transition où il termine à la neuvième place, il se donne pour ambition de tenter la montée au plus haut niveau national. Malheureusement il échoue mais atteint une honorable cinquième place. 
- Statistiques au sein du SC Olhanense:

Le tableau ci-dessous, comprend tous les matches officiels (Championnat et coupes), hors matches amicaux.
| Résultats | Résultats    | Résultats                  | Résultats | Résultats | Résultats | Résultats | Total  | Total   | Total   | Total   |
| Saison    | Club         | Pays/Championnat ou Coupes | V.        | N.        | D.        | Cl.       | Titres | % V.    | % N.    | % D.    |
| --------- | ------------ | -------------------------- | --------- | --------- | --------- | --------- | ------ | ------- | ------- | ------- |
| 2003-2004 | SC Olhanense | Segunda Divisão B          | 26        | 8         | 4         | 1er       | 1      | 68,42 % | 21,05 % | 10,53 % |
| 2003-2004 | SC Olhanense | Taça de Portugal           | 1         | 0         | 1         | 3e tour   | 0      | 50 %    | 0 %     | 50 %    |
| 2004-2005 | SC Olhanense | Segunda Liga               | 11        | 11        | 12        | 9e        | 0      | 32,35 % | 32,35 % | 35,30 % |
| 2004-2005 | SC Olhanense | Taça de Portugal           | 1         | 0         | 1         | 3e tour   | 0      | 0 %     | 0 %     | 100 %   |
| 2005-2006 | SC Olhanense | Segunda Liga               | 13        | 13        | 8         | 5e        | 0      | 38,24 % | 38,24 % | 23,52 % |
| 2005-2006 | SC Olhanense | Taça de Portugal           | 2         | 0         | 1         | 4e tour   | 0      | 50 %    | 0 %     | 50 %    |
| Total     | Total        | Total                      | 54        | 32        | 27        | -         | 1      | 47,78 % | 28,32 % | 23,90 % |

#### CD Santa Clara
- Du 17 mai 2006 au 7 février 2008

Après trois saisons à Olhão, en 2006, il quitte le continent pour rejoindre l'ile des Açores, où il prend en main la destiné du club de CD Santa Clara. Ayant raté de peu la montée (4e), il re signe pour une saison avec le même objectif, qui est la montée. Le club ayant quelques problèmes financiers et autres il annonce son départ le 7 février 2008.
- Statistiques au sein du CD Santa Clara:

Le tableau ci-dessous, comprend tous les matches officiels (Championnat et coupes), hors matches amicaux.
| Résultats | Résultats      | Résultats                 | Résultats | Résultats | Résultats | Résultats    | Total  | Total   | Total   | Total   |
| Saison    | Club           | Pays/Championnat ou Coupe | V.        | N.        | D.        | Cl.          | Titres | % V.    | % N.    | % D.    |
| --------- | -------------- | ------------------------- | --------- | --------- | --------- | ------------ | ------ | ------- | ------- | ------- |
| 2006-2007 | CD Santa Clara | Segunda Liga              | 15        | 5         | 10        | 4e           | 0      | 50 %    | 16,67 % | 33,33 % |
| 2006-2007 | CD Santa Clara | Taça de Portugal          | 1         | 1         | 1         | 5e tour      | 0      | 33,33 % | 33,33 % | 33,33 % |
| 2007-2008 | CD Santa Clara | Segunda Liga              | 7         | 4         | 7         | non terminée | 0      | 38,89 % | 22,22 % | 38,89 % |
| 2007-2008 | CD Santa Clara | Taça de Portugal          | 1         | 0         | 1         | 4e tour      | 0      | 50 %    | 0 %     | 50 %    |
| 2007-2008 | CD Santa Clara | Carlsberg Cup             | 0         | 0         | 1         | 1er tour     | 0      | 0 %     | 0 %     | 100 %   |
| Total     | Total          | Total                     | 24        | 10        | 20        | -            | 0      | 44,44 % | 18,52 % | 37,04 % |

#### SC Beira-Mar
- Du 8 février 2008 au 15 mai 2008

- Statistiques au sein du SC Beira-Mar:

Le tableau ci-dessous, comprend tous les matches officiels (Championnat et coupes), hors matches amicaux.
| Résultats | Résultats    | Résultats                 | Résultats | Résultats | Résultats | Résultats | Total  | Total   | Total | Total   |
| Saison    | Club         | Pays/Championnat ou Coupe | V.        | N.        | D.        | Cl.       | Titres | % V.    | % N.  | % D.    |
| --------- | ------------ | ------------------------- | --------- | --------- | --------- | --------- | ------ | ------- | ----- | ------- |
| 2007-2008 | SC Beira-Mar | Segunda Liga              | 5         | 3         | 4         | 6e        | 0      | 41,67 % | 25 %  | 33,33 % |
| Total     | Total        | Total                     | 5         | 3         | 4         | -         | 0      | 41,67 % | 25 %  | 33,33 % |

#### FC Paços de Ferreira
- Du 22 mai 2008 au 14 octobre 2009

La saison suivante a finalement eu l'occasion de faire ses débuts dans la Liga 1, il signe à Paços de Ferreira (club où il a été joueur entre 1993 et 1994). Il conduit les Paçenses en la finale de la Coupe du Portugal, match perdu d'un but contre le FC Porto. Grâce à cette victoire les castores s'assurent une place pour les compétitions européennes.
- Statistiques au sein du FC Paços de Ferreira:

Le tableau ci-dessous, comprend tous les matches officiels (Championnat et coupes), hors matches amicaux.
| Résultats | Résultats            | Résultats                     | Résultats | Résultats | Résultats | Résultats                | Total  | Total   | Total   | Total   |
| Saison    | Club                 | Pays/Championnat ou Coupes    | V.        | N.        | D.        | Cl.                      | Titres | % V.    | % N.    | % D.    |
| --------- | -------------------- | ----------------------------- | --------- | --------- | --------- | ------------------------ | ------ | ------- | ------- | ------- |
| 2008-2009 | FC Paços de Ferreira | Primeira Liga                 | 9         | 7         | 14        | 10e                      | 0      | 30 %    | 23,33 % | 46,77 % |
| 2008-2009 | FC Paços de Ferreira | Taça de Portugal              | 4         | 2         | 1         | Finaliste                | 0      | 57,14 % | 28,57 % | 14,29 % |
| 2008-2009 | FC Paços de Ferreira | Carlsberg Cup                 | 3         | 0         | 2         | 2e Phase de groupe       | 0      | 60 %    | 0 %     | 40 %    |
| 2009      | FC Paços de Ferreira | Supertaça Cândido de Oliveira | 0         | 0         | 1         | Finaliste                | 0      | 0 %     | 0 %     | 100 %   |
| 2009-2010 | FC Paços de Ferreira | Primeira Liga                 | 1         | 4         | 2         | non terminée             | 0      | 14,29 % | 57,14 % | 28,57 % |
| 2009-2010 | FC Paços de Ferreira | Carlsberg Cup                 | 0         | 1         | 0         | 1re Phase de groupe      | 0      | 0 %     | 100 %   | 0 %     |
| 2009-2010 | FC Paços de Ferreira | Ligue Europa                  | 1         | 1         | 2         | 3e tour de qualification | 0      | 25 %    | 25 %    | 50 %    |
| Total     | Total                | Total                         | 18        | 15        | 22        | -                        | 0      | 32,72 % | 27,27 % | 40,01 % |

#### Vitória Guimarães
- Du 15 octobre 2009 au 13 mai 2010[4]

Le 15 octobre 2009, il rejoint le Vitória Guimarães, à la suite du départ de Nelo Vingada, il signe pour une période de deux saisons. Malgré des débuts difficiles il recadre l'équipe et joue régulièrement les premiers rôles, atteignant la 5e place du classement général ouvrant la porte des compétitions européennes. Au terme de la saison il rate de justesse sa deuxième qualification pour l'Europe, terminant à la 6e place. Il crée la controverse, car l'annonce de son départ au Sporting CP, annoncé avant la fin de saison est considéré par beaucoup comme prématurée, à un moment où l'équipe se battait encore pour les places européennes.
- Statistiques au sein du Vitória Guimarães:

Le tableau ci-dessous, comprend tous les matches officiels (Championnat et coupes), hors matches amicaux.
| Résultats | Résultats         | Résultats                  | Résultats | Résultats | Résultats | Résultats          | Total  | Total   | Total  | Total   |
| Saison    | Club              | Pays/Championnat ou Coupes | V.        | N.        | D.        | Cl.                | Titres | % V.    | % N.   | % D.    |
| --------- | ----------------- | -------------------------- | --------- | --------- | --------- | ------------------ | ------ | ------- | ------ | ------- |
| 2009-2010 | Vitória Guimarães | Primeira Liga              | 10        | 5         | 8         | 6e                 | 0      | %       | %      | %       |
| 2009-2010 | Vitória Guimarães | Taça de Portugal           | 2         | 1         | 0         | 1/8e               | 0      | 66,67 % | 0 %    | 33,33 % |
| 2009-2010 | Vitória Guimarães | Carlsberg Cup              | 1         | 1         | 2         | 2e Phase de groupe | 0      | 25 %    | 25 %   | 50 %    |
| Total     | Total             | Total                      | 13        | 7         | 10        | -                  | 0      | 43,33 % | 24,34% | 33,33 % |

#### Sporting CP
- Du 14 mai 2010 au 26 février 2011

À la fin avril 2010, il signe un contrat de deux ans plus un en option, en remplacement de Carlos Carvalhal, chez l'un des trois grands clubs portugais, le Sporting Clube de Portugal. Le club des lions débourse pas moins de 600 000 €uros pour son acquisition auprès du club de Guimarães.
Cependant le 26 février 2011, après une défaite à domicile 0-2 contre le SL Benfica, il laisse le poste d'entraîneur à José Couceiro. Son passage au Sporting CP est marqué par une grande instabilité, avec de fréquents changements tactiques et des résultats peu encourageants. Mais il lui est surtout reproché de n'avoir pas correctement renforcé équipe, alors que celle-ci a été affaibli par la vente de certains joueurs importants, tel que la vente de Liédson en janvier. L'équipe ne peu jouer la course pour le titre et est éliminé prématurément de la Coupe du Portugal. Son parcours européen est considéré comme honorable. 
C'est donc naturellement, que le 26 février, Paulo Sérgio parvient à un accord avec le club pour la résiliation de son contrat.
- Statistiques au sein du Sporting CP[9]:

Le tableau ci-dessous, comprend tous les matches officiels (Championnat et coupes), hors matches amicaux.
| Résultats | Résultats   | Résultats                  | Résultats | Résultats | Résultats | Résultats           | Total  | Total   | Total   | Total   |
| Saison    | Club        | Pays/Championnat ou Coupes | V.        | N.        | D.        | Cl.                 | Titres | % V.    | % N.    | % D.    |
| --------- | ----------- | -------------------------- | --------- | --------- | --------- | ------------------- | ------ | ------- | ------- | ------- |
| 2010-2011 | Sporting CP | Primeira Liga              | 9         | 6         | 5         | non terminée        | 0      | 45 %    | 30 %    | 25 %    |
| 2010-2011 | Sporting CP | Taça de Portugal           | 2         | 0         | 1         | 1/8e                | 0      | 66.67 % | 0 %     | 33.33 % |
| 2010-2011 | Sporting CP | Carlsberg Cup              | 2         | 0         | 1         | 2e Phase de Groupes | 0      | 66.67 % | 0 %     | 33.33 % |
| 2010-2011 | Sporting CP | Ligue Europa               | 7         | 2         | 3         | 1/16e               | 0      | 58.33 % | 16.67 % | 25 %    |
| Total     | Total       | Total                      | 20        | 8         | 10        | -                   | 0      | 52,63 % | 21,05 % | 26,32 % |

#### Heart of Midlothian
- Du 2 août 2011 au 7 juin 2012

Paulo Sergio arrive en Écosse, pour sa première aventure à l'étranger, en août 2011 en remplacement de Jim Jefferies. Il réalise avec ses joueurs un championnat moyen terminant 5e qualifiant le club d'Édimbourg pour le second tour préliminaire de la Ligue Europa. Le parcours dans cette compétition se termine juste avant la phase de poule, battu par Tottenham. Néanmoins il réalise l'exploit de gagner la Scottish Cup, après avoir été obligé de passer par des matchs d'appuis lors des deux premiers tours. Ses joueurs battent le futur champion, le Celtic, lors d'une demi-finale d'anthologie. Le 19 mai, il dispute la finale face aux Hibernians, l'autre club d'Édimbourg, qui subissent une cruelle correction perdant la rencontre 5 buts à 1. Il obtient ainsi pour les Hearts le premier titre depuis 6 ans. Malgré la victoire en coupe il ne renouvelle pas son contrat auprès des Hearts.
- Statistiques au sein du Heart of Midlothian:

Le tableau ci-dessous, comprend tous les matches officiels (Championnat et coupes), hors matches amicaux.
| Résultats | Résultats           | Résultats                  | Résultats | Résultats | Résultats | Résultats | Total  | Total   | Total   | Total   |
| Saison    | Club                | Pays/Championnat ou Coupes | V.        | N.        | D.        | Cl.       | Titres | % V.    | % N.    | % D.    |
| --------- | ------------------- | -------------------------- | --------- | --------- | --------- | --------- | ------ | ------- | ------- | ------- |
| 2011-2012 | Heart of Midlothian | Premier League             | 15        | 6         | 15        | 5e        | 0      | 41.67 % | 16.66 % | 41.67 % |
| 2011-2012 | Heart of Midlothian | Scottish Cup               | 4         | 2         | 0         | Vainqueur | 1      | 66.67 % | 33.33 % | 0 %     |
| 2011-2012 | Heart of Midlothian | Co-operative Insurance Cup | 0         | 1         | 0         | 1/8e      | 0      | 0 %     | 100 %   | 0 %     |
| 2011-2012 | Heart of Midlothian | Ligue Europa               | 1         | 1         | 1         | Play Off  | 0      | 33.33 % | 33.33 % | 33.33 % |
| Total     | Total               | Total                      | 20        | 10        | 16        | -         | 1      | 43,48 % | 21,74 % | 34,78 % |

#### CFR Cluj
- Du 30 octobre 2012 au 14 avril 2013

Après une courte période sans club, le 28 octobre 2012 il est nommé à la tête de CFR Cluj qui évolue en première division de Roumanie. Le dirigeant du club avait en première intention contacté son compatriote Sérgio Conceição, mais ils n'ont pas réussi à parvenir à un accord. 
Après de bons débuts en Ligue des champions, relégué en Ligue Europa, l'équipe est éliminée par les Italiens de l'Inter Milan, il débute mal l'année 2013, engrangeant sept matchs consécutifs sans victoire. Il est limogé le 13 avril.
- Statistiques au sein du CFR Cluj:

Le tableau ci-dessous, comprend tous les matches officiels (Championnat et coupes), hors matches amicaux.
| Résultats | Résultats | Résultats                  | Résultats | Résultats | Résultats | Résultats       | Total  | Total   | Total   | Total   |
| Saison    | Club      | Pays/Championnat ou Coupes | V.        | N.        | D.        | Cl.             | Titres | % V.    | % N.    | % D.    |
| --------- | --------- | -------------------------- | --------- | --------- | --------- | --------------- | ------ | ------- | ------- | ------- |
| 2012-2013 | CFR Cluj  | Liga I                     | 4         | 5         | 4         | Non terminé     | 0      | 30.77 % | 38.46 % | 30.77 % |
| 2012-2013 | CFR Cluj  | Cupa României              | 2         | 0         | 0         | 1/4             | 0      | 100 %   | 0 %     | 0 %     |
| 2011-2012 | CFR Cluj  | Ligue des champions        | 2         | 0         | 1         | Phase de Poules | 0      | 66.67 % | 100 %   | 33.33 % |
| 2012-2013 | CFR Cluj  | Ligue Europa               | 0         | 0         | 2         | 1/16e           | 0      | 0 %     | 0 %     | 100 %   |
| Total     | Total     | Total                      | 8         | 5         | 7         | -               | 0      | 40 %    | 25 %    | 35 %    |

#### APOEL Nicosie
- Du 1er juillet 2013 au 4 octobre 2013

Le 20 mai 2013, il signe un contrat d'un an avec les champions en titre chypriotes. Au sein du club de la capitale chypriote il retrouve un bon nombre de joueurs portugais, tel que Mário Sérgio, Hélder Cabral, Tiago Gomes, Nuno Morais ou encore Esmaël Gonçalves. Il a fait ses débuts par un match nul lors de la Ligue des champions 2013-14. Il remporte par la suite la super coupe chypriote face à l'Apollon Limassol. Le 4 octobre 2013 l'APOEL Nicosie se sépare de Paulo Sérgio, qui aura passé moins de cinq mois à la tête du club.
- Statistiques au sein du APOEL Nicosie:

Le tableau ci-dessous, comprend tous les matches officiels (Championnat et coupes), hors matches amicaux.
| Résultats | Résultats     | Résultats                  | Résultats | Résultats | Résultats | Résultats            | Total  | Total   | Total   | Total   |
| Saison    | Club          | Pays/Championnat ou Coupes | V.        | N.        | D.        | Cl.                  | Titres | % V.    | % N.    | % D.    |
| --------- | ------------- | -------------------------- | --------- | --------- | --------- | -------------------- | ------ | ------- | ------- | ------- |
| 2013-2014 | APOEL Nicosie | A' Katigorias              | 2         | 1         | 1         | Non terminé          | 0      | 50 %    | 25 %    | 25 %    |
| 2013-2014 | APOEL Nicosie | Cyprus Super Cup           | 1         | 0         | 0         | Vainqueur            | 1      | 100 %   | 0 %     | 0 %     |
| 2013-2014 | APOEL Nicosie | Ligue des champions        | 0         | 2         | 0         | 3e Tour Préliminaire | 0      | 0 %     | 100 %   | 0 %     |
| 2013-2014 | APOEL Nicosie | Ligue Europa               | 0         | 1         | 1         | Play Off             | 0      | 0 %     | 50 %    | 50 %    |
| Total     | Total         | Total                      | 3         | 4         | 2         | -                    | 1      | 33,33 % | 44,44 % | 22,23 % |

#### Académica de Coimbra
Le 31 mai 2014, il devient le nouvel entraîneur de l'Académica, succédant à Sérgio Conceição, qui est parti pour le SC Braga. À 46 ans, il est de retour au Portugal, et est présenté à la presse et aux socios, le 2 juin. Le 16 février, après un nouveau match nul à domicile il présente sa démission à la direction du club, qui l'accepte.
- Statistiques au sein de l'Académica de Coimbra:

Le tableau ci-dessous, comprend tous les matches officiels (Championnat et coupes), hors matches amicaux.
| Résultats | Résultats            | Résultats                  | Résultats | Résultats | Résultats | Résultats   | Total  | Total   | Total   | Total   |
| Saison    | Club                 | Pays/Championnat ou Coupes | V.        | N.        | D.        | Cl.         | Titres | % V.    | % N.    | % D.    |
| --------- | -------------------- | -------------------------- | --------- | --------- | --------- | ----------- | ------ | ------- | ------- | ------- |
| 2014-2015 | Académica de Coimbra | Primeira Liga              | 1         | 12        | 8         | Non terminé | 0      | 4,76 %  | 57,14 % | 38,10 % |
| 2014-2015 | Académica de Coimbra | Taça de Portugal           | 0         | 0         | 1         | 1/32e       | 0      | 0 %     | 0 %     | 100 %   |
| 2014-2015 | Académica de Coimbra | Taça da liga               | 2         | 0         | 2         | 3e Phase    | 0      | 50 %    | 0 %     | 50 %    |
| Total     | Total                | Total                      | 3         | 12        | 11        | -           | 0      | 11,54 % | 46,15 % | 42,31 % |

## Statistiques détaillées

### Statistiques joueur
Mis à jour le 13 juin 2014.

| Saison                | Club                   | Championnat           | Championnat | Championnat | Coupe(s) nationale(s) | Coupe(s) nationale(s) | Compétition(s) continentale(s) | Compétition(s) continentale(s) | Compétition(s) continentale(s) | Total | Total |
| Saison                | Club                   | Division              | M.          | B.          | M.                    | B.                    | Comp.                          | M.                             | B.                             | M.    | B.    |
| 1986-1987             | CD Olivais e Moscavide | AF Lisbonne           | -           | -           | -                     | -                     | -                              | -                              | -                              | 0     | 0     |
| Sous-total            | Sous-total             | Sous-total            | -           | -           | -                     | -                     | -                              | -                              | -                              | 0     | 0     |
| 1987-1988             | UD Vilafranquense      | Segunda Divisão       | -           | -           | -                     | -                     | -                              | -                              | -                              | 0     | 0     |
| Sous-total            | Sous-total             | Sous-total            | -           | -           | -                     | -                     | -                              | -                              | -                              | 0     | 0     |
| 1988-1989             | Os Belenenses          | Primeira Liga         | 1           | 0           | 0                     | 0                     | -                              | 0                              | 0                              | 1     | 0     |
| 1989-1990             | Os Belenenses          | Primeira Liga         | 3           | 0           | 0                     | 0                     | -                              | 0                              | 0                              | 3     | 0     |
| 1990-1991             | Os Belenenses          | Primeira Liga         | 18          | 3           | 0                     | 0                     | -                              | 0                              | 0                              | 18    | 3     |
| 1991-1992             | Os Belenenses          | Segunda Divisão       | 27          | 8           | -                     | -                     | -                              | -                              | -                              | 27    | 8     |
| 1992-1993             | Os Belenenses          | Primeira Liga         | 17          | 4           | 0                     | 0                     | -                              | 0                              | 0                              | 17    | 4     |
| Sous-total            | Sous-total             | Sous-total            | 66          | 15          | 0                     | 0                     | -                              | 0                              | 0                              | 66    | 15    |
| 1993-1994             | FC Paços de Ferreira   | Primeira Divisão      | 26          | 5           | 0                     | 0                     | -                              | 0                              | 0                              | 26    | 5     |
| Sous-total            | Sous-total             | Sous-total            | 26          | 5           | 0                     | 0                     | -                              | 0                              | 0                              | 26    | 5     |
| 1994-1995             | SC Salgueiros          | Primeira Divisão      | 8           | 2           | 0                     | 0                     | -                              | 0                              | 0                              | 8     | 2     |
| Sous-total            | Sous-total             | Sous-total            | 8           | 2           | 0                     | 0                     | -                              | 0                              | 0                              | 8     | 2     |
| 1995-1996             | Vitória Setúbal        | Segunda Divisão       | 15          | 3           | -                     | -                     | -                              | 0                              | 0                              | 15    | 3     |
| 1996-1997             | Vitória Setúbal        | Primeira Divisão      | 13          | 4           | 0                     | 0                     | -                              | 0                              | 0                              | 13    | 4     |
| Sous-total            | Sous-total             | Sous-total            | 28          | 7           | 0                     | 0                     | -                              | 0                              | 0                              | 28    | 7     |
| 1997-1998             | CD Feirense            | Segunda Divisão       | 6           | 0           | -                     | -                     | -                              | 0                              | 0                              | 6     | 0     |
| Sous-total            | Sous-total             | Sous-total            | 6           | 0           | -                     | -                     | -                              | 0                              | 0                              | 6     | 0     |
| 1997-1998             | CD Santa Clara         | Segunda Divisão B     | 13          | 2           | -                     | -                     | -                              | 0                              | 0                              | 13    | 2     |
| Sous-total            | Sous-total             | Sous-total            | 13          | 2           | -                     | -                     | -                              | 0                              | 0                              | 13    | 2     |
| 1998-1999             | Grenoble Foot 38       | CFA                   | 32          | 19          | 2                     | 1                     | -                              | 0                              | 0                              | 34    | 20    |
| Sous-total            | Sous-total             | Sous-total            | 32          | 19          | 2                     | 1                     | -                              | 0                              | 0                              | 34    | 20    |
| 1999-2000             | GD Estoril Praia       | Segunda Divisão B     | 26          | 16          | 2                     | 2                     | -                              | 0                              | 0                              | 28    | 18    |
| 2000-2001             | GD Estoril Praia       | Segunda Divisão B     | 31          | 16          | 3                     | 2                     | -                              | 0                              | 0                              | 34    | 18    |
| 2001-2002             | GD Estoril Praia       | Segunda Divisão B     | 9           | 0           | 0                     | 0                     | -                              | 0                              | 0                              | 9     | 0     |
| Sous-total            | Sous-total             | Sous-total            | 66          | 32          | 5                     | 4                     | -                              | 0                              | 0                              | 71    | 36    |
| 2001-2002             | SC Olhanense           | Segunda Divisão B     | 14          | 11          | 0                     | 0                     | -                              | 0                              | 0                              | 14    | 11    |
| 2002-2003             | SC Olhanense           | Segunda Divisão B     | 34          | 14          | 1                     | 0                     | -                              | 0                              | 0                              | 35    | 14    |
| Sous-total            | Sous-total             | Sous-total            | 48          | 25          | 1                     | 0                     | -                              | 0                              | 0                              | 49    | 25    |
| Total sur la carrière | Total sur la carrière  | Total sur la carrière | 293         | 107         | 8                     | 5                     | -                              | 0                              | 0                              | 301   | 112   |

### Statistiques entraîneur
Mis à jour le 15 juin 2014.
Hors matchs amicaux.
| SC Olhanense           | 1er juillet 2003 | 16 mai 2006     | 111 | 54  | 32  | 27  | 159 | 98  | +61 | 48.65 |
| CD Santa Clara         | 17 mai 2006      | 7 février 2008  | 54  | 24  | 10  | 20  | 61  | 62  | -1  | 46.00 |
| SC Beira-Mar           | 8 février 2008   | 15 mai 2008     | 12  | 5   | 3   | 4   | 13  | 12  | +1  | 41.67 |
| FC Paços de Ferreira   | 22 mai 2008      | 14 octobre 2009 | 55  | 18  | 15  | 22  | 64  | 70  | -6  | 30.19 |
| Vitória Guimarães      | 15 octobre 2009  | 13 mai 2010     | 30  | 13  | 7   | 10  | 35  | 34  | +1  | 43.33 |
| Sporting CP            | 14 mai 2010      | 26 février 2011 | 38  | 20  | 8   | 10  | 66  | 41  | +25 | 52.63 |
| Heart of Midlothian FC | 2 août 2011      | 7 juin 2012     | 46  | 20  | 10  | 16  | 63  | 53  | +10 | 43.48 |
| CFR Cluj               | 30 octobre 2012  | 14 avril 2013   | 20  | 8   | 5   | 7   | 26  | 24  | +2  | 40.00 |
| APOEL Nicosie          | 1er juillet 2013 | 4 octobre 2013  | 9   | 3   | 4   | 2   | 10  | 7   | +3  | 33.33 |
| Académica Coimbra      | 31 mai 2014      | 21 février 2015 | 26  | 3   | 12  | 11  | 0   | 0   | 0   | 11.54 |
| Total                  | Total            | Total           | 395 | 165 | 106 | 126 | 497 | 401 | +96 | 43.90 |

## Palmarès

### Joueur
| Période   | Club          | Titres             |
| --------- | ------------- | ------------------ |
| 1997-1998 | Santa Clara   | 1998 - II Zona Sul |
| 1998-1999 | Grenoble Foot | 1999 - CFA G.B     |

### Entraîneur
| Période   | Club                   | Titres                                   |
| --------- | ---------------------- | ---------------------------------------- |
| 2003-2004 | SC Olhanense           | 15 mai 2004 - Segunda Divisão B Zone Sud |
| 2011-2012 | Heart of Midlothian FC | 19 mai 2012 - Scottish Cup               |
| 2013-2014 | APOEL Nicosie          | 17 août 2013 - Supercoupe de Chypre      |
| 2013-2014 | APOEL Nicosie          | 4 octobre 2013 - A' Katigorias           |